# Joely Richardson
Joely Kim Richardson, född 9 januari 1965 i London, England, är en brittisk skådespelare. Hon är medlem av teaterfamiljen Redgrave – dotter till Tony Richardson och Vanessa Redgrave, och syster till Natasha Richardson.

## Filmografi i urval
- 1988 – Dränkta i nummerordning
- 1991 – Kung Ralph
- 1992 – I örnens klor
- 1993 – Lady Chatterleys älskare (TV-film)
- 1996 – Loch Ness
- 1996 – 101 dalmatiner
- 1997 – Event Horizon
- 1998 – The Tribe
- 2000 – Maybe Baby
- 2000 – Patrioten
- 2001 – Farlig intrig
- 2003-2008 – Nip/Tuck (TV-serie)
- 2007 – The Last Mimzy
- 2010 – The Tudors (TV-serie)
- 2011 – The Girl with the Dragon Tattoo
- 2011 – Anonym
- 2012 – Thanks for Sharing
- 2012 – Titanic: Blood and Steel (TV-serie)
- 2014 – Endless Love
- 2016 – Snowden
- 2017 – Emerald City (TV-serie)
- 2018 – In Darkness
- 2022 – Suspect (TV-serie)
- 2025 – Downton Abbey: The Grand Finale